# كابيتول دي تولوز

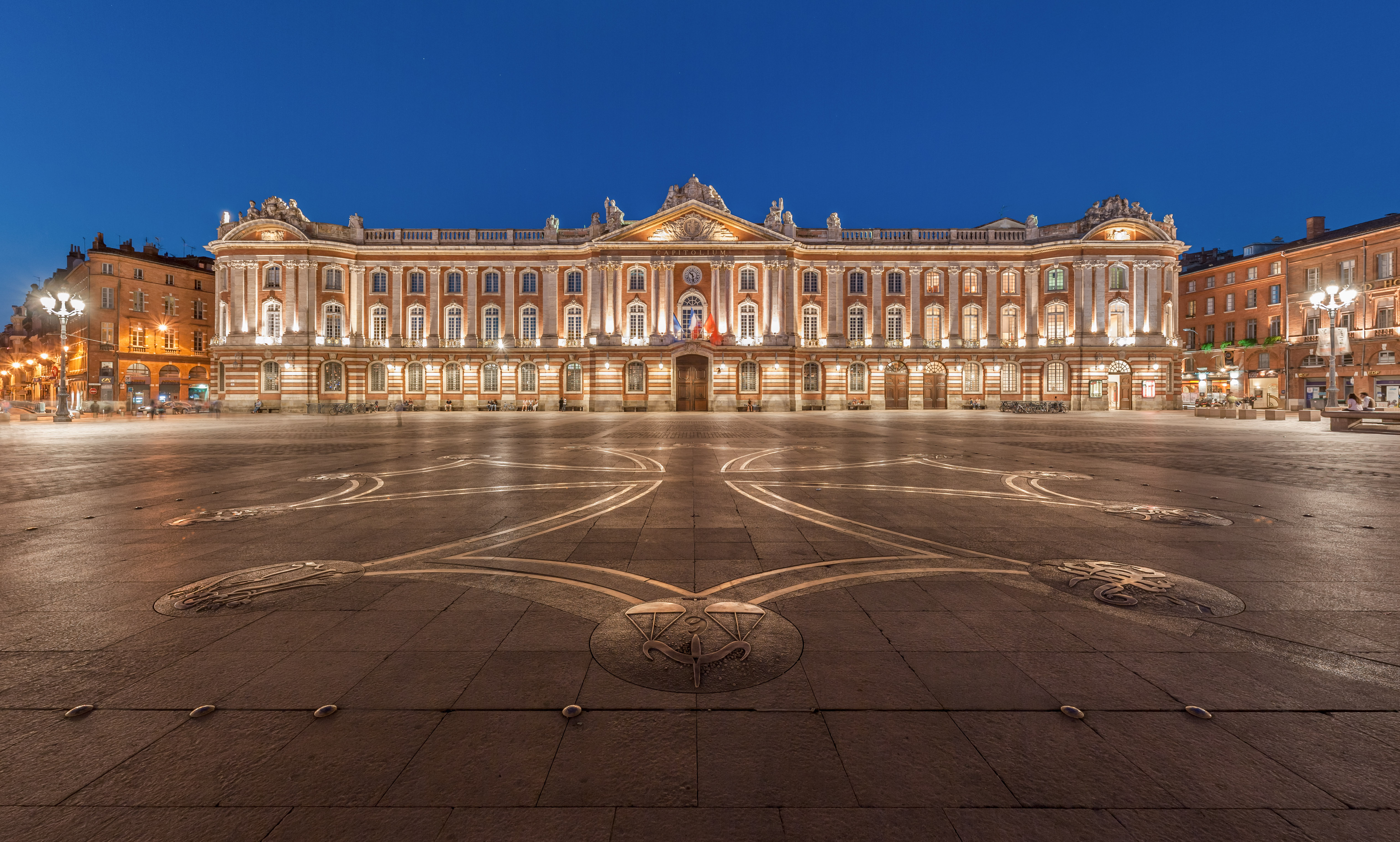
مبنى الكابيتول وساحته في الليل

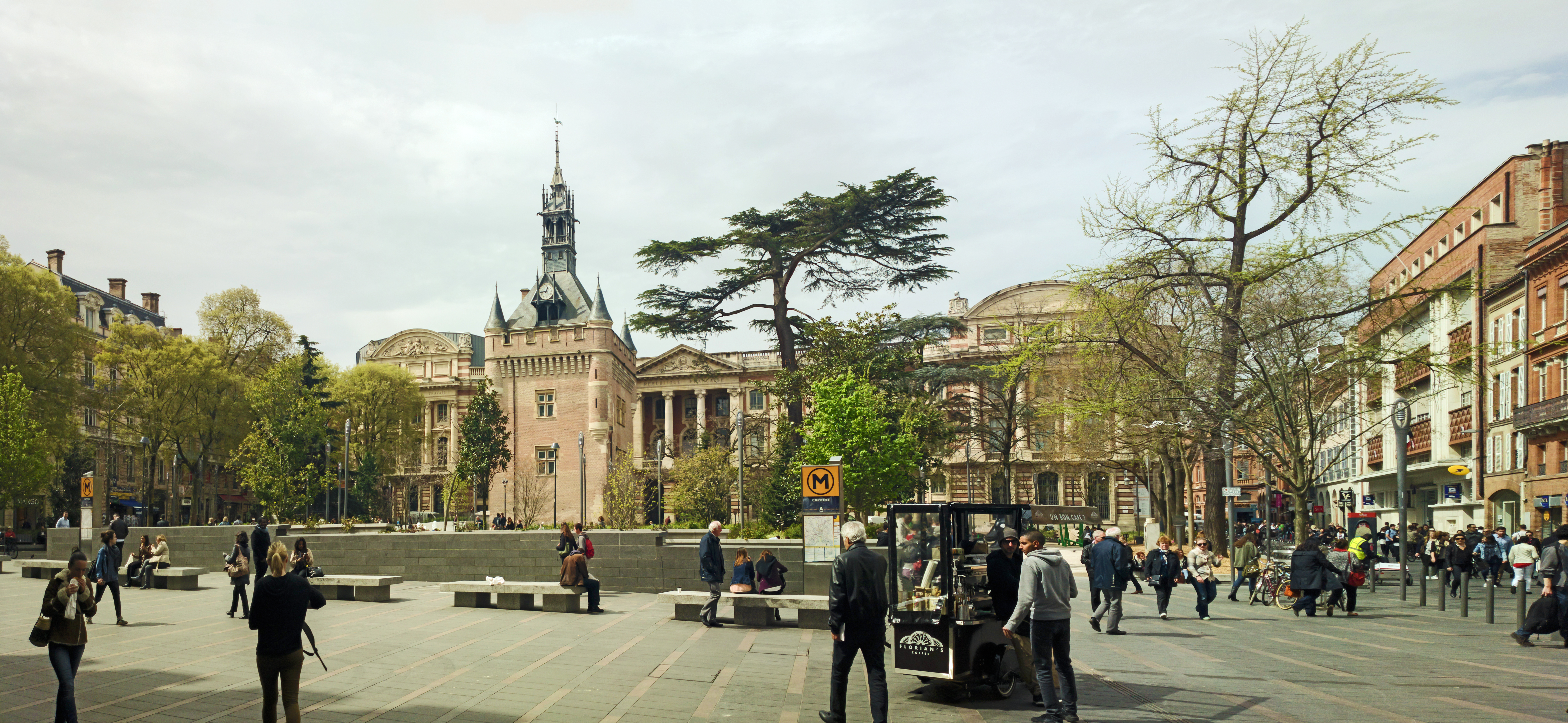
الجانب الخلفي الكابيتول

كابيتول دي تولوز ((ب[Capitòli de Tolosa] خطأ: {{اللغة-؟؟}}: تعارض: |links= و|link= أو |الوصلة= أو |الوصلات= (مساعدة)) المعروف باسم كابيتول، هو قلب الإدارة البلدية لمدينة تولوز الفرنسية ومجلس المدينة.

## التاريخ والوصف
إنه ليس نفس مبنى الكابيتول الذي استشهد فيه القديس ساتورنينوس، حيث يشير الأخير إلى معبد كابيتولين في المدينة الرومانية، بينما أقيمت المباني الأولى للكابيتول الحالي في هذا الموقع في القرن الثاني عشر.
شرع الكابيتول (القضاة الحاكمون) في تولوز في تشييد المبنى الأصلي في عام 1190 لتوفير مقعد لحكومة مقاطعة تنمو في الثروة والنفوذ. لا يشير اسم «كابيتول» إلى مبنى الكابيتول الروماني فحسب، بل أشار أيضًا إلى مبنى الكابيتول، الذي كان فرعًا للقضاة الحاكمين. كانت مركزًا للخلاف خلال أعمال شغب تولوز عام 1562 ، حيث كانت قوات Huguenot تمسكها بمدفع تم الاستيلاء عليه.
في النصف الأول من القرن التاسع عشر، أعيد تصميم الهياكل المحيطة بـبلاس دي كابيتول الشاسع (2 هكتار)، لكن الواجهة الحالية، التي يبلغ طولها 135 مترًا والمبنية من الطوب الوردي المميز على الطراز النيوكلاسيكي، تعود إلى عام 1750، وتم بناؤها وفقًا لـ من خطط غيوم كاماز. تمثل الأعمدة الثمانية الرؤوس الثمانية الأصلية. في عام 1873، أوجين فيوليت لو دوك بناء برج الجرس نموذجية من نمط من شمال فرنسا على قمة برج محصن من المبنى. كان هذا هو المكان الذي تم فيه استجواب جان كالاس، وهو ضحية بروتستانتية لمحاكمة متحيزة دينياً. فقط فناء وبوابة هنري الرابع هي من المباني الأصلية التي تعود للقرون الوسطى. في هذا الفناء، تم قطع رأس دوق مونتمورنسي بعد تمرده ضد الكاردينال ريشيليو. خصصت إعادة تصميم شاملة لـ بلاس دو كابيتول في عام 1995 مساحة للمشاة. يمكن إرجاع جزء من الجزء الداخلي من مبنى الكابيتول إلى القرن السادس عشر.

## معرض الصور

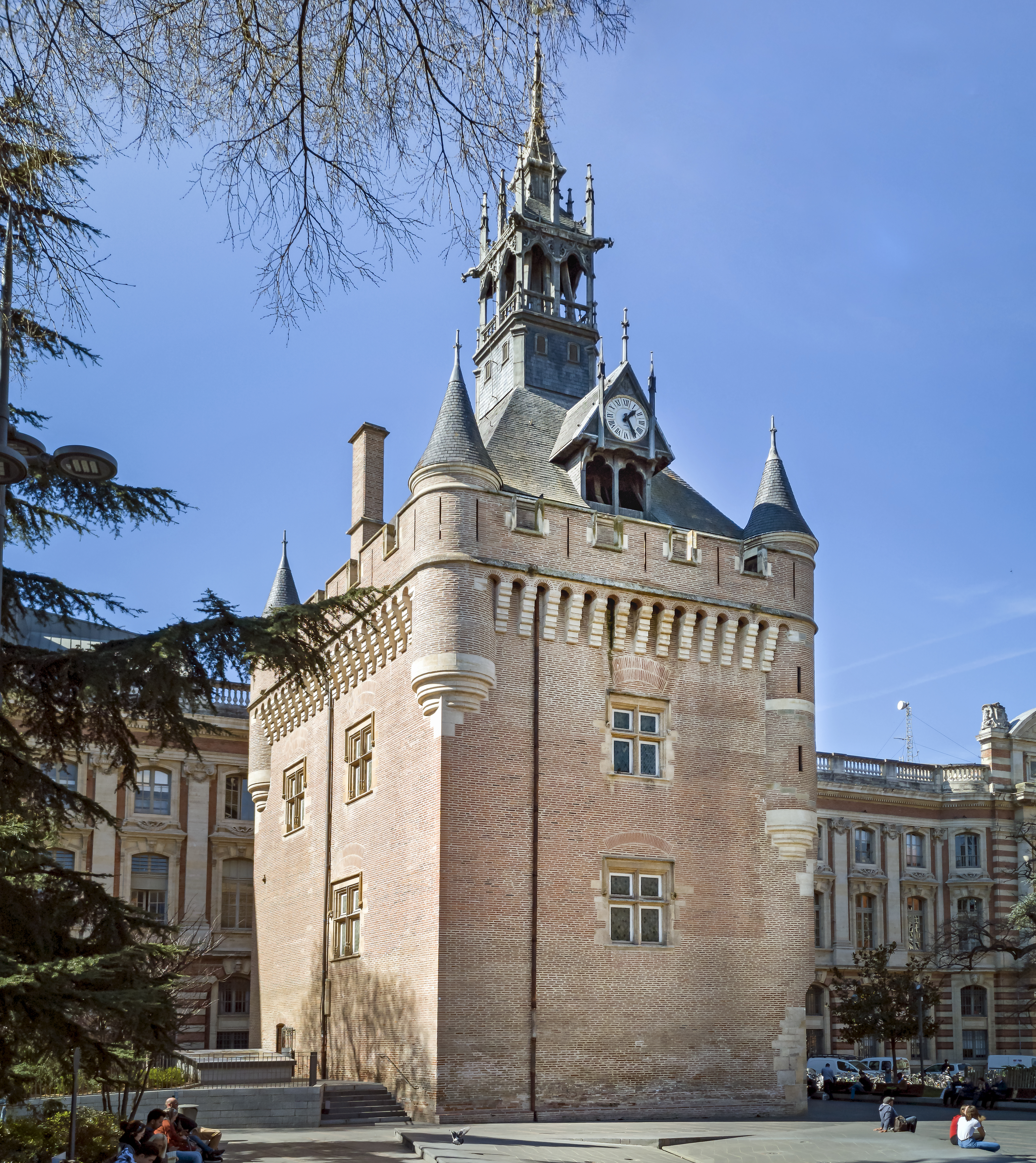
برج الكابيتول السابق (1525-1530 ، باستثناء الجزء العلوي).
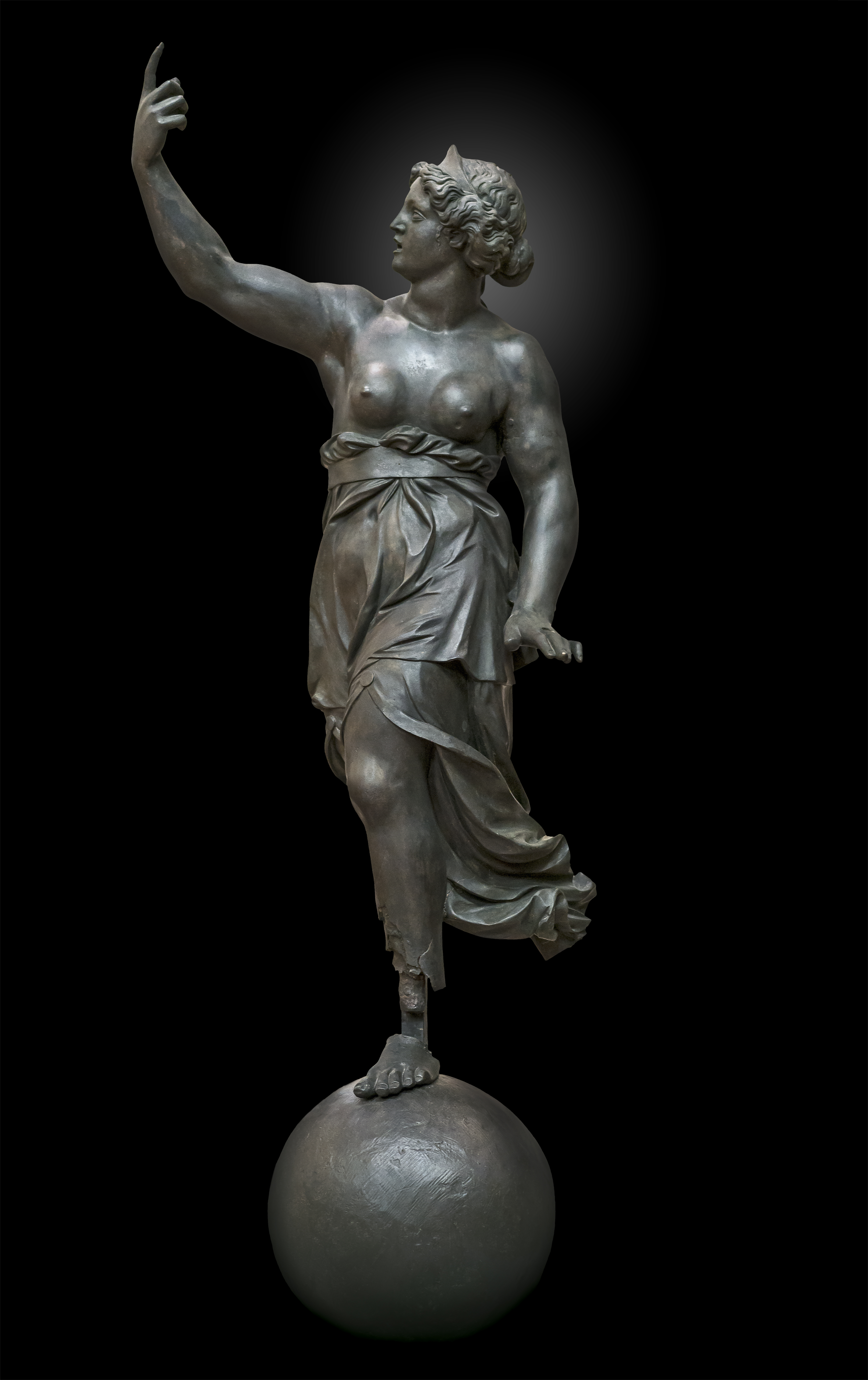
لوحة سيدة ثولوز للمخرج جان رانسي، 1544-1550، والتي كانت بمثابة ريشة طقس على البرج.
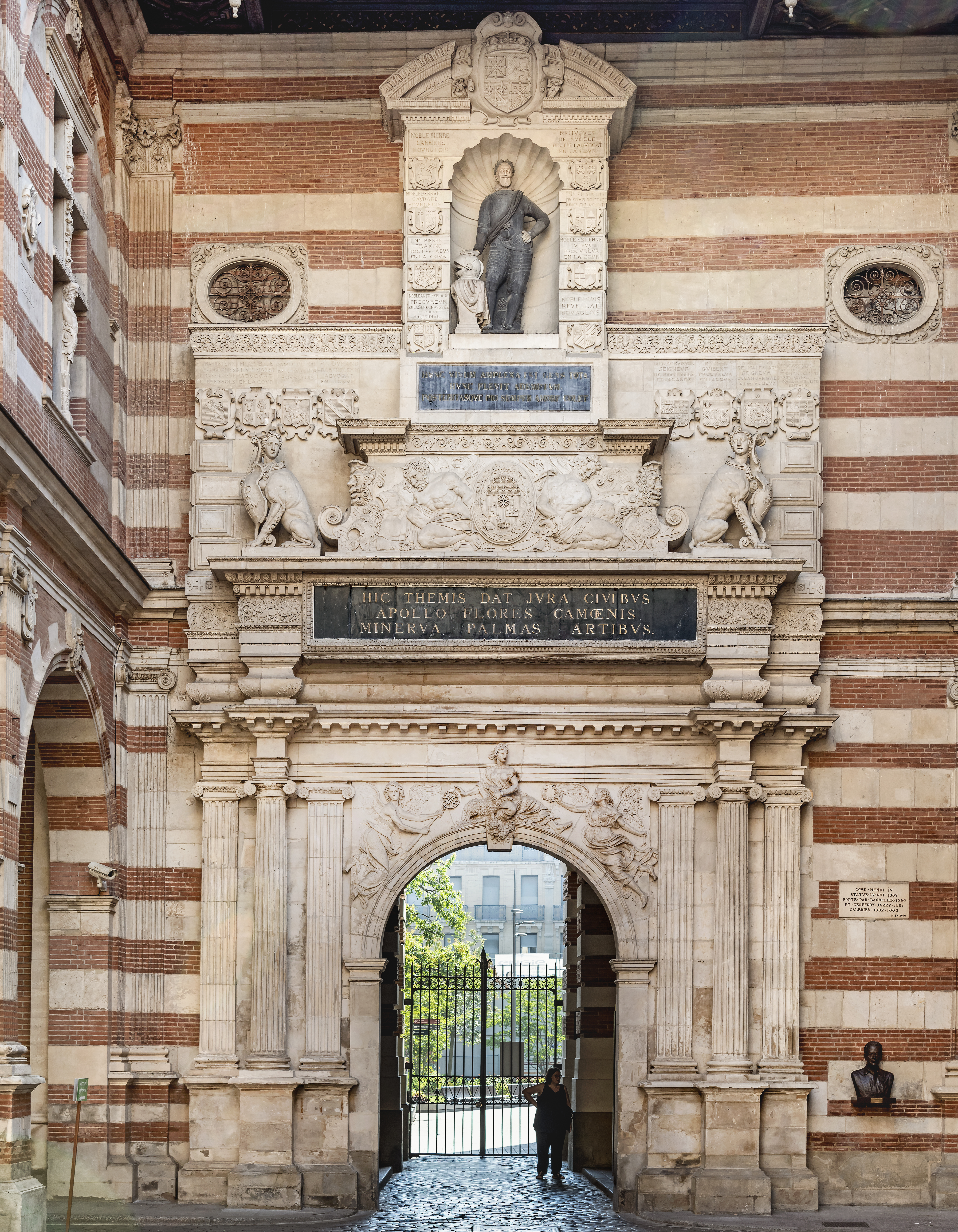
بوابة عصر النهضة في الفناء (16 و 17 ج).
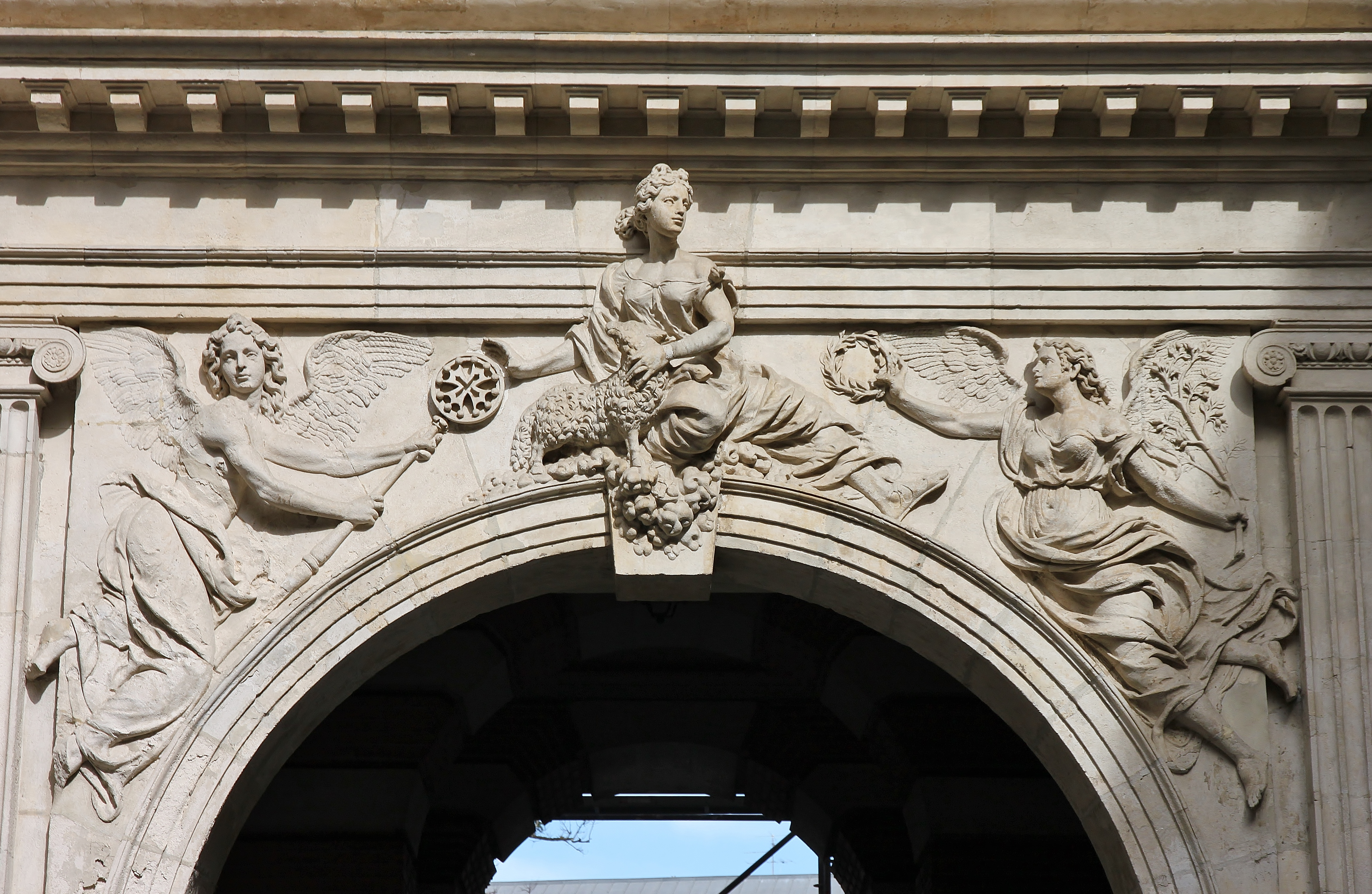
يمثل الجزء السفلي من البوابة (1546) بالاس، حامي المدينة منذ العصر الروماني.
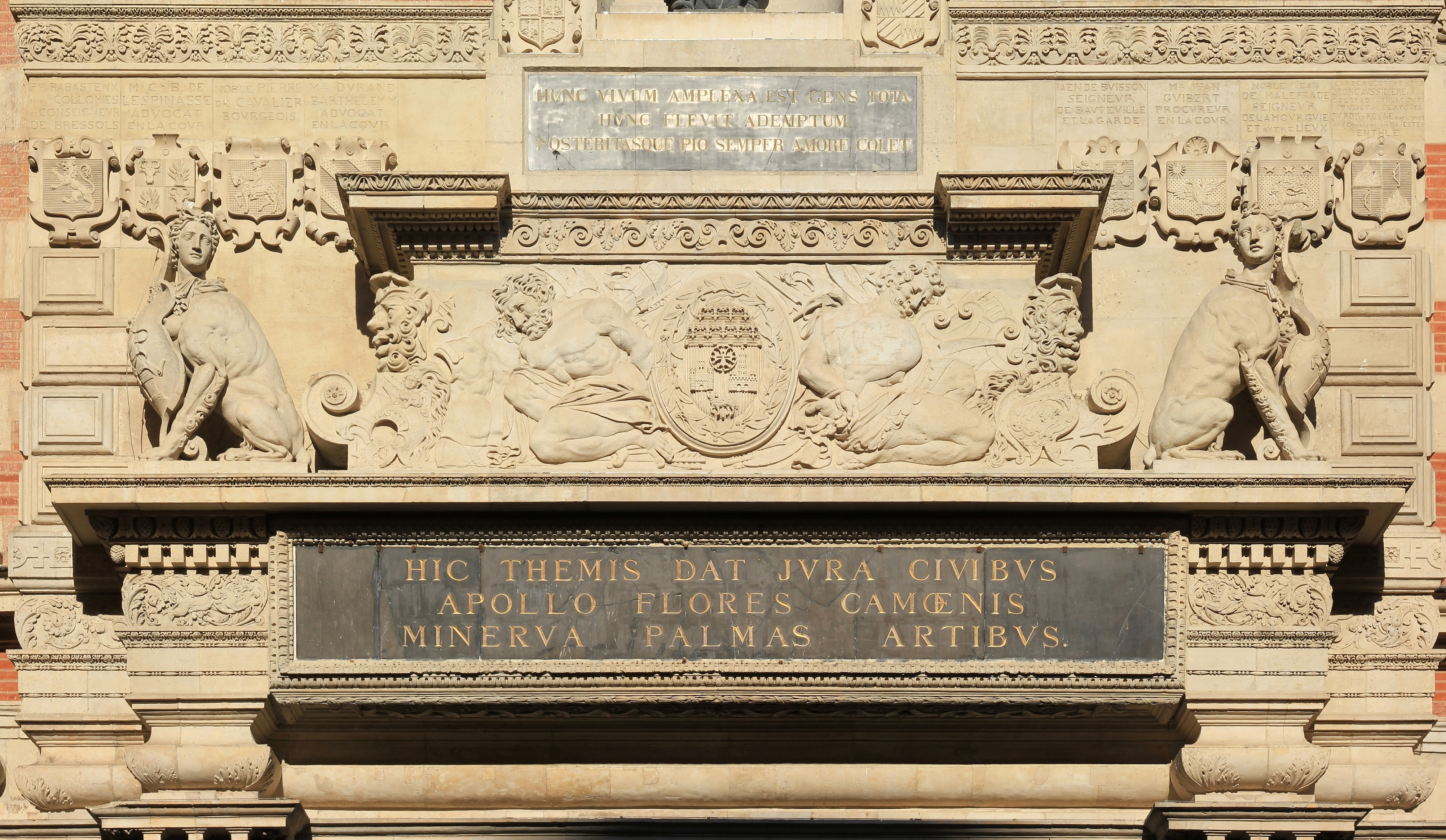
يصور الجزء الأوسط من البوابة (1561) سجناء مستعبدين.
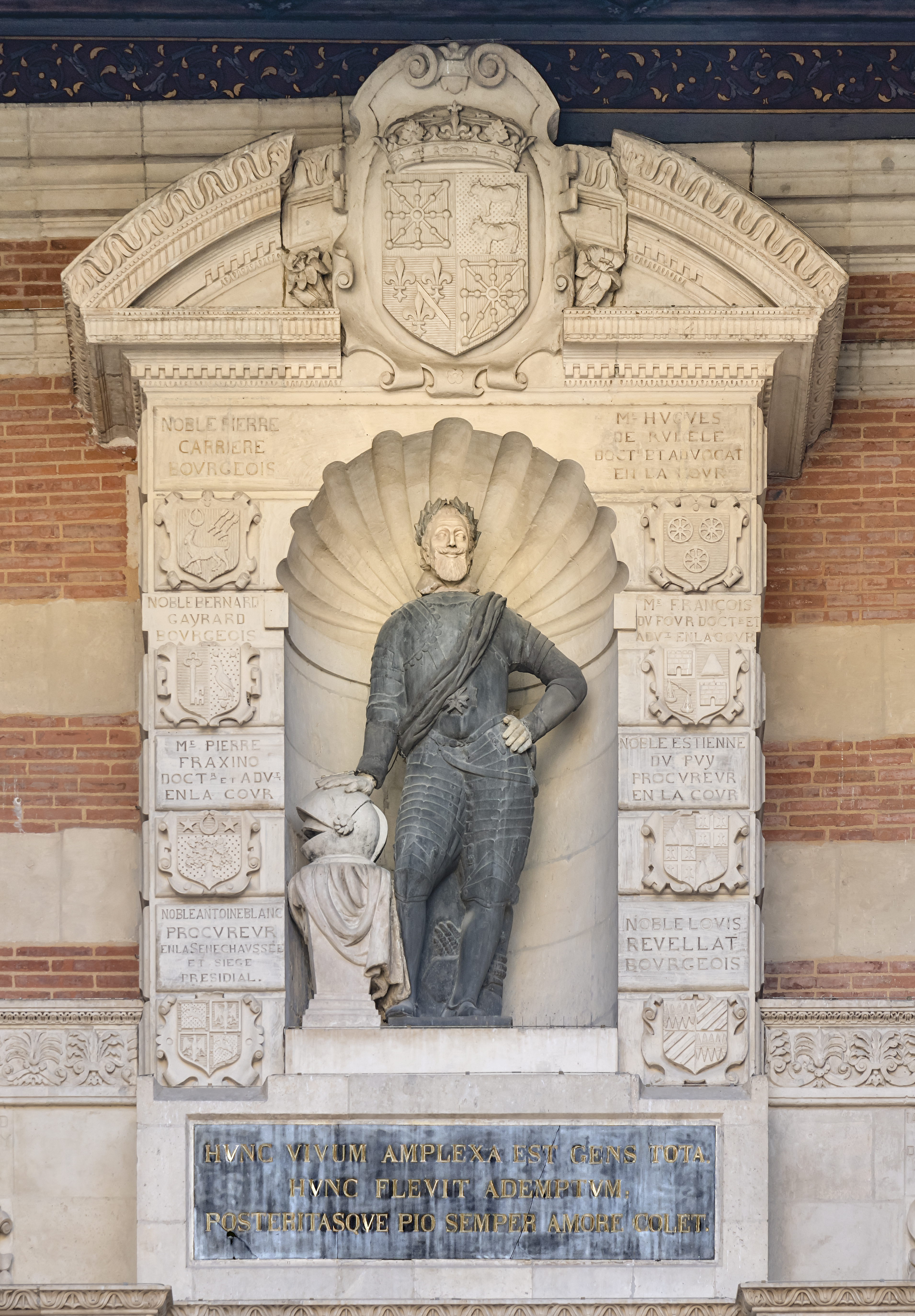
يحتوي الجزء العلوي من البوابة (1602-1609) على تمثال للملك هنري الرابع.
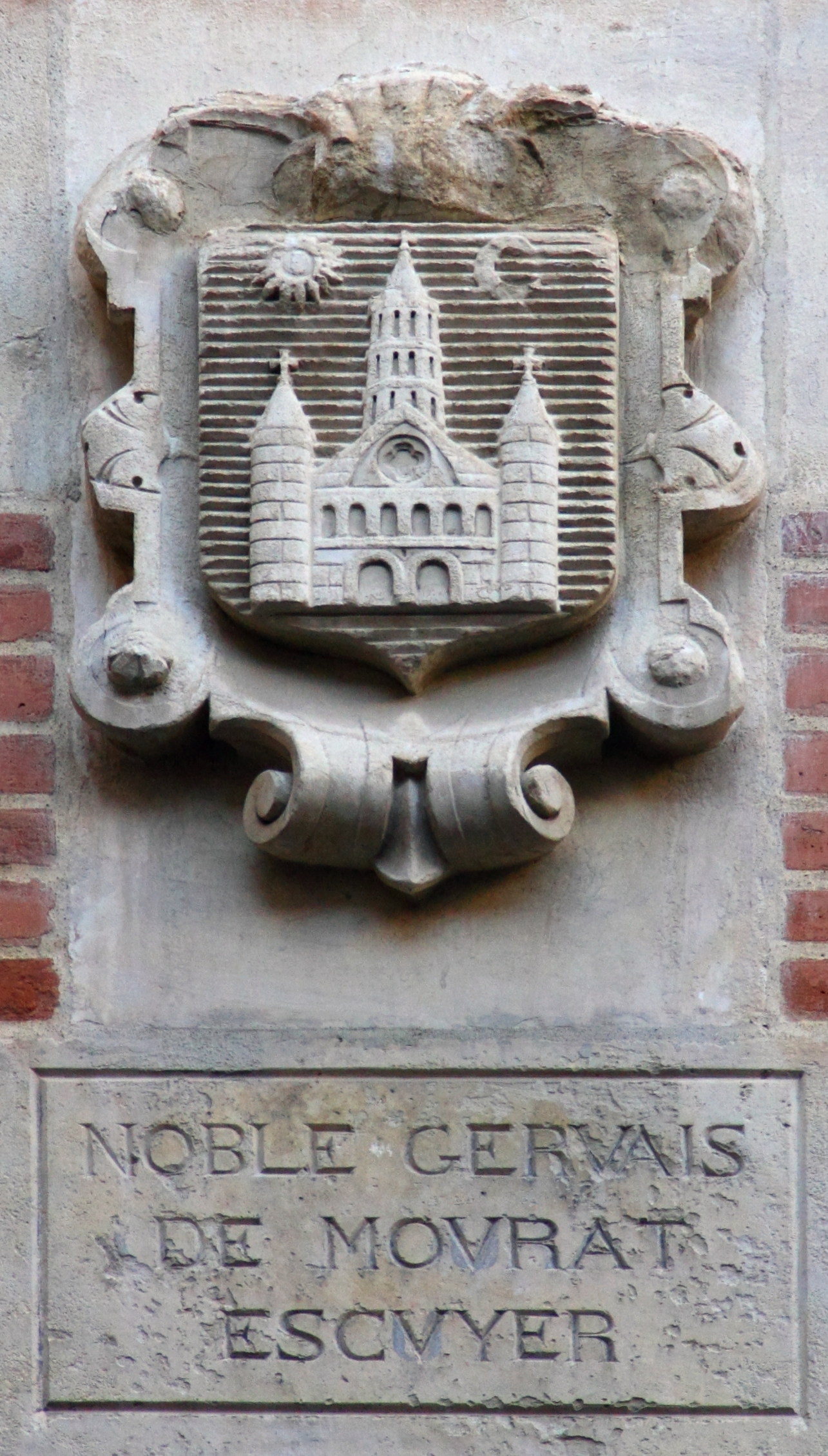
تم تزيين الفناء الداخلي (1602-1606) بالعديد من شعارات نبالة الكابيتول .
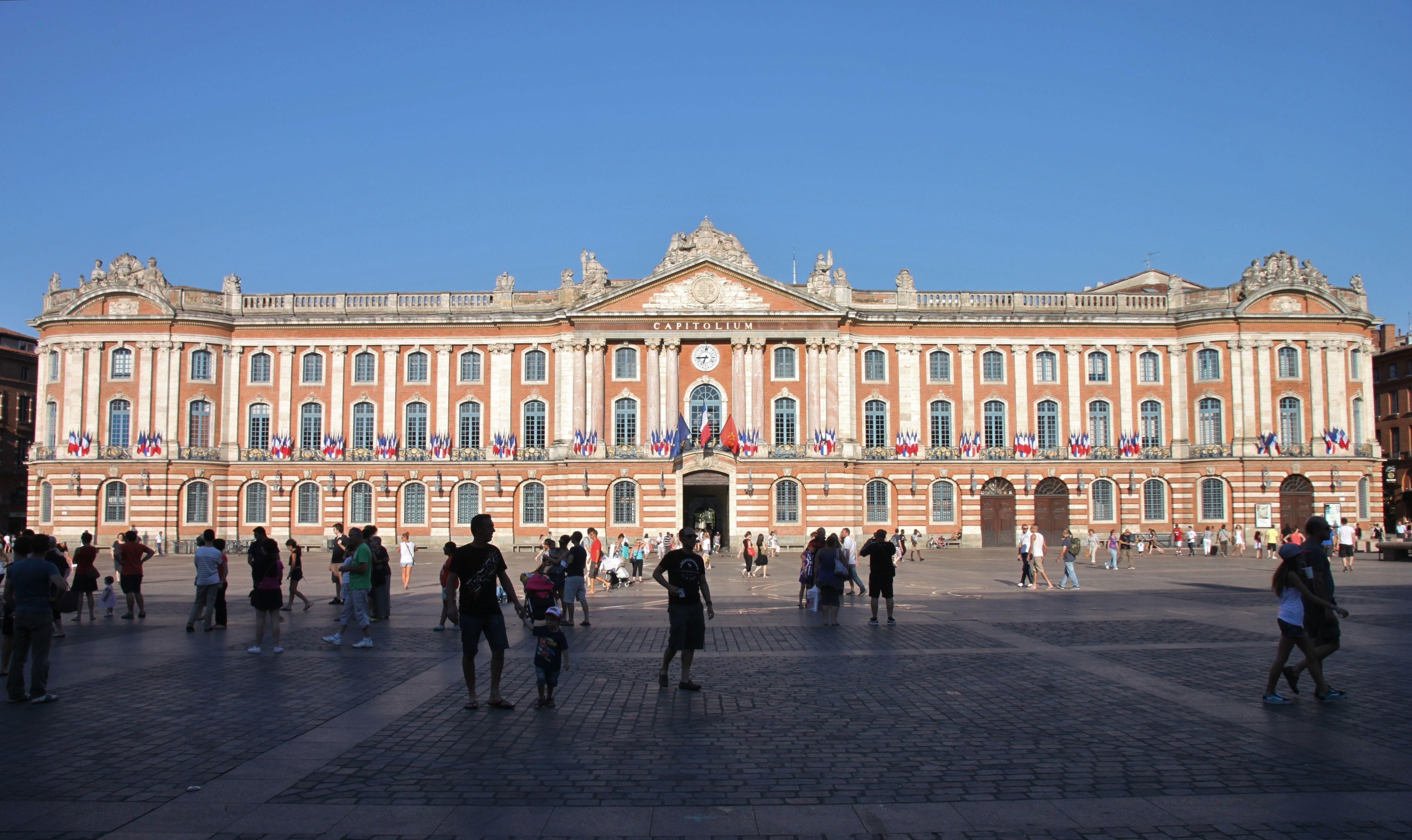
الواجهة الرئيسية (1750-1760).
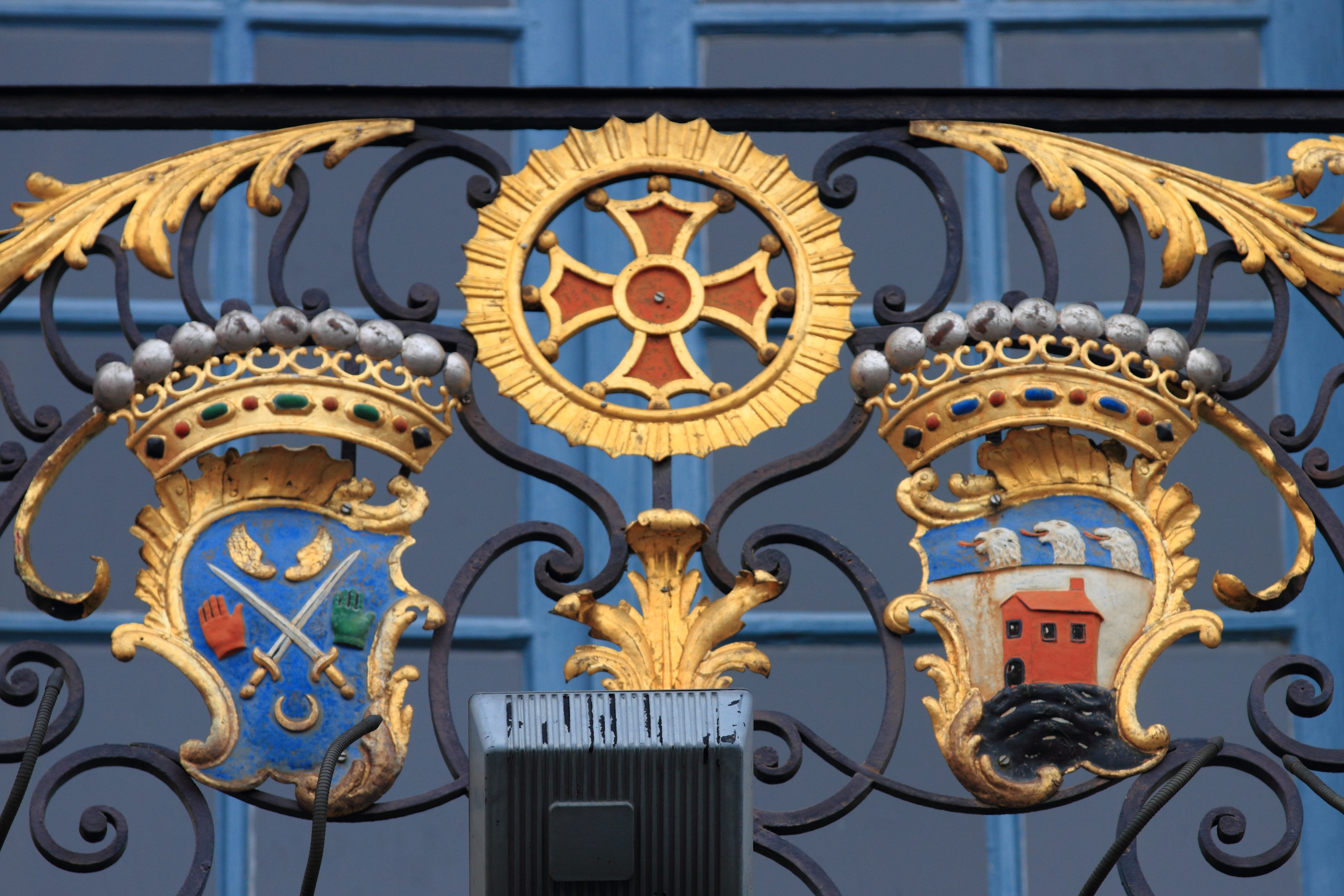
الشرفات مزينة بشعارات نبالة الكابيتول.
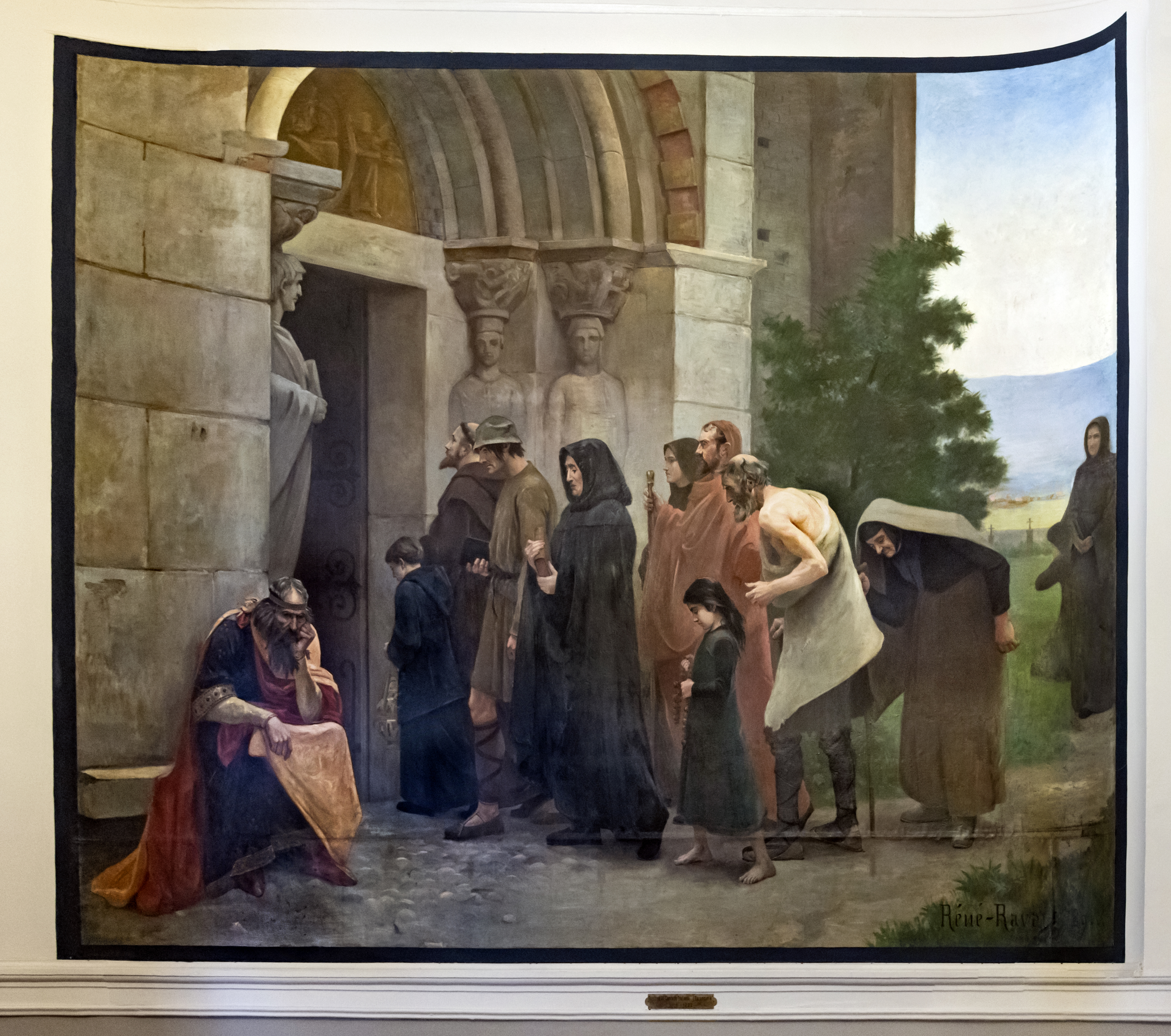
لوحة ريموند السادس كونت تولوز ، كونت تولوز ، حرمها البابا.
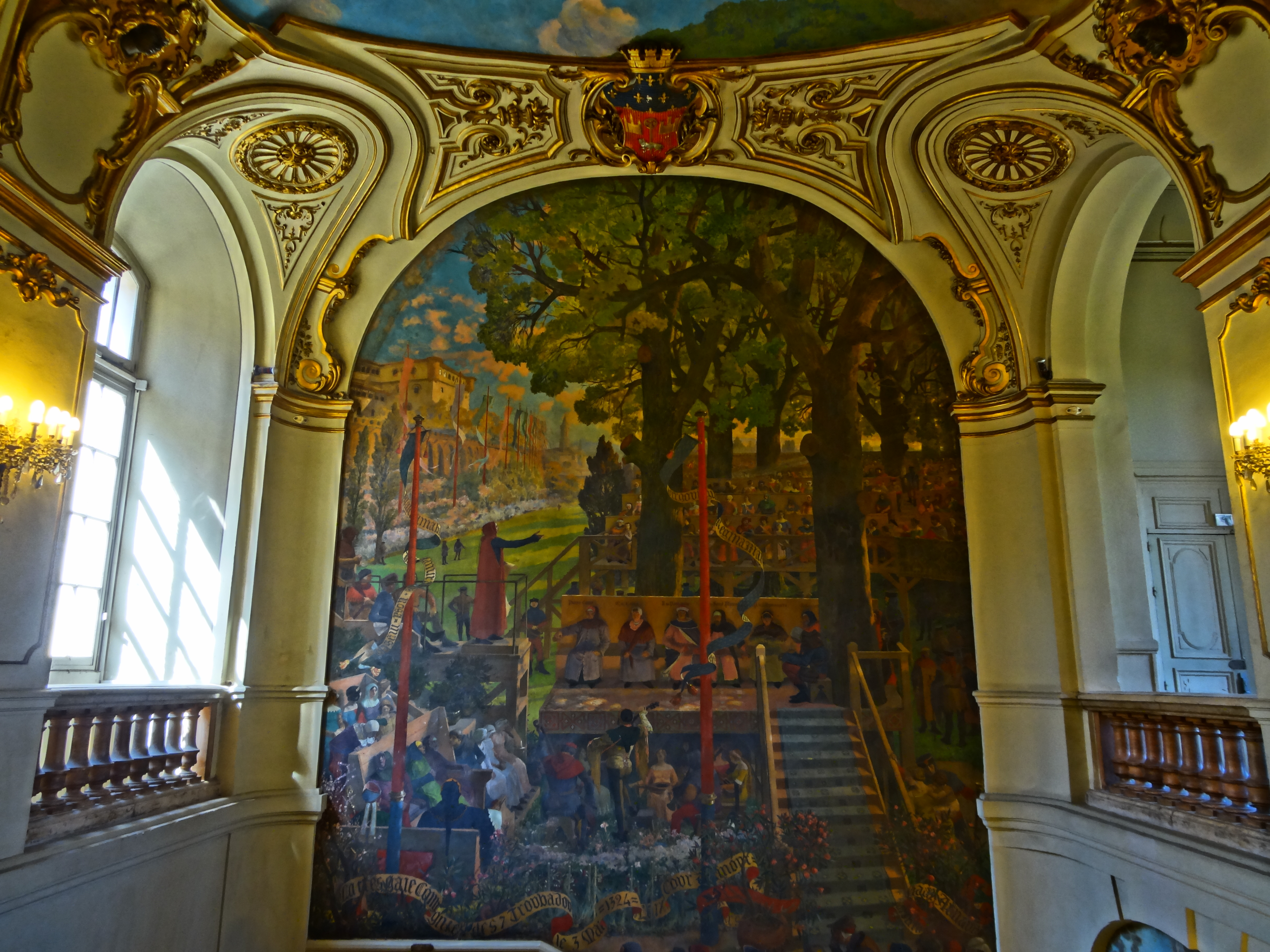
لوحة الدورة الأولى لألعاب الأزهار.
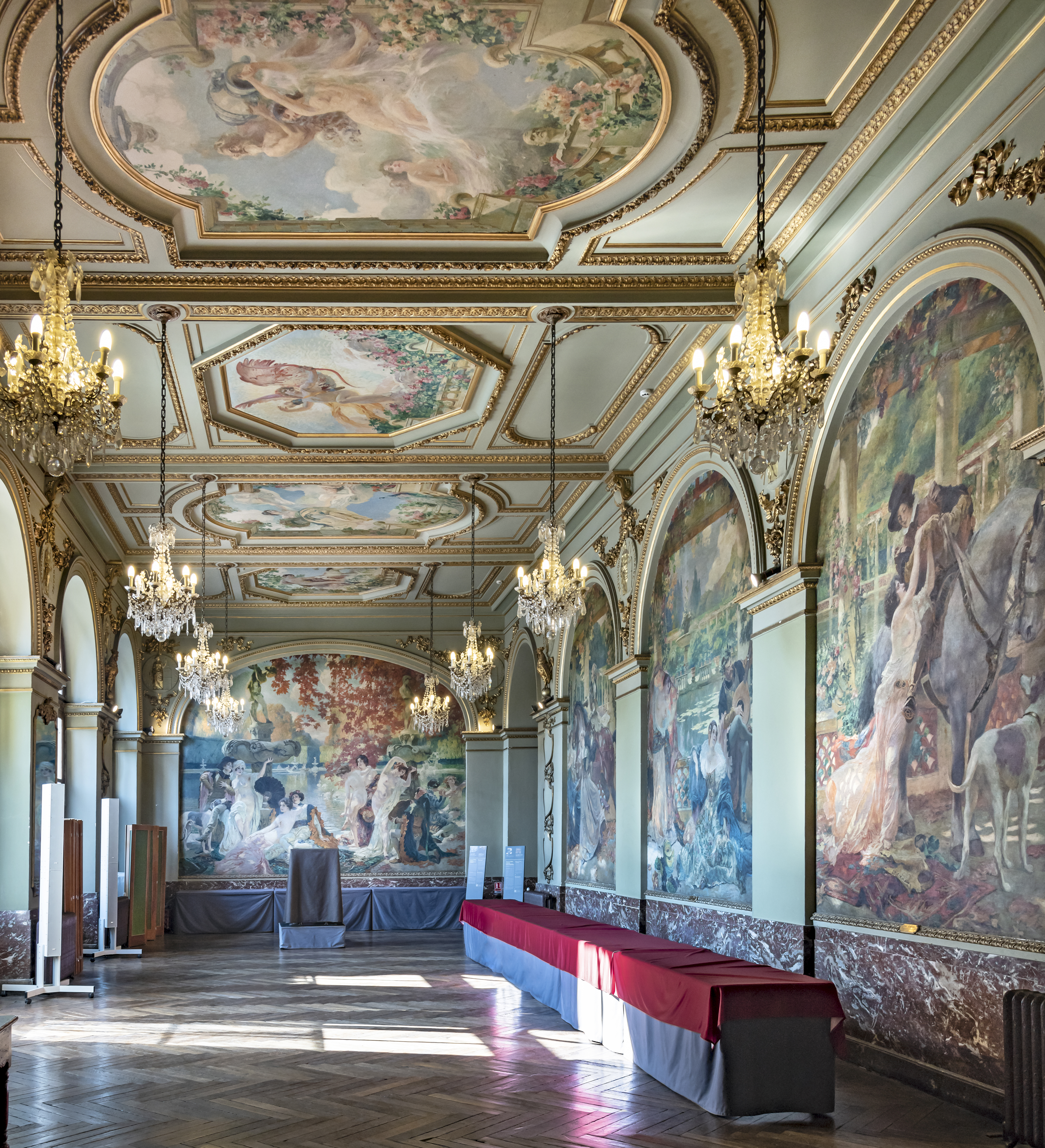
قاعة جيرفيس ، قاعة أفراح سابقة.
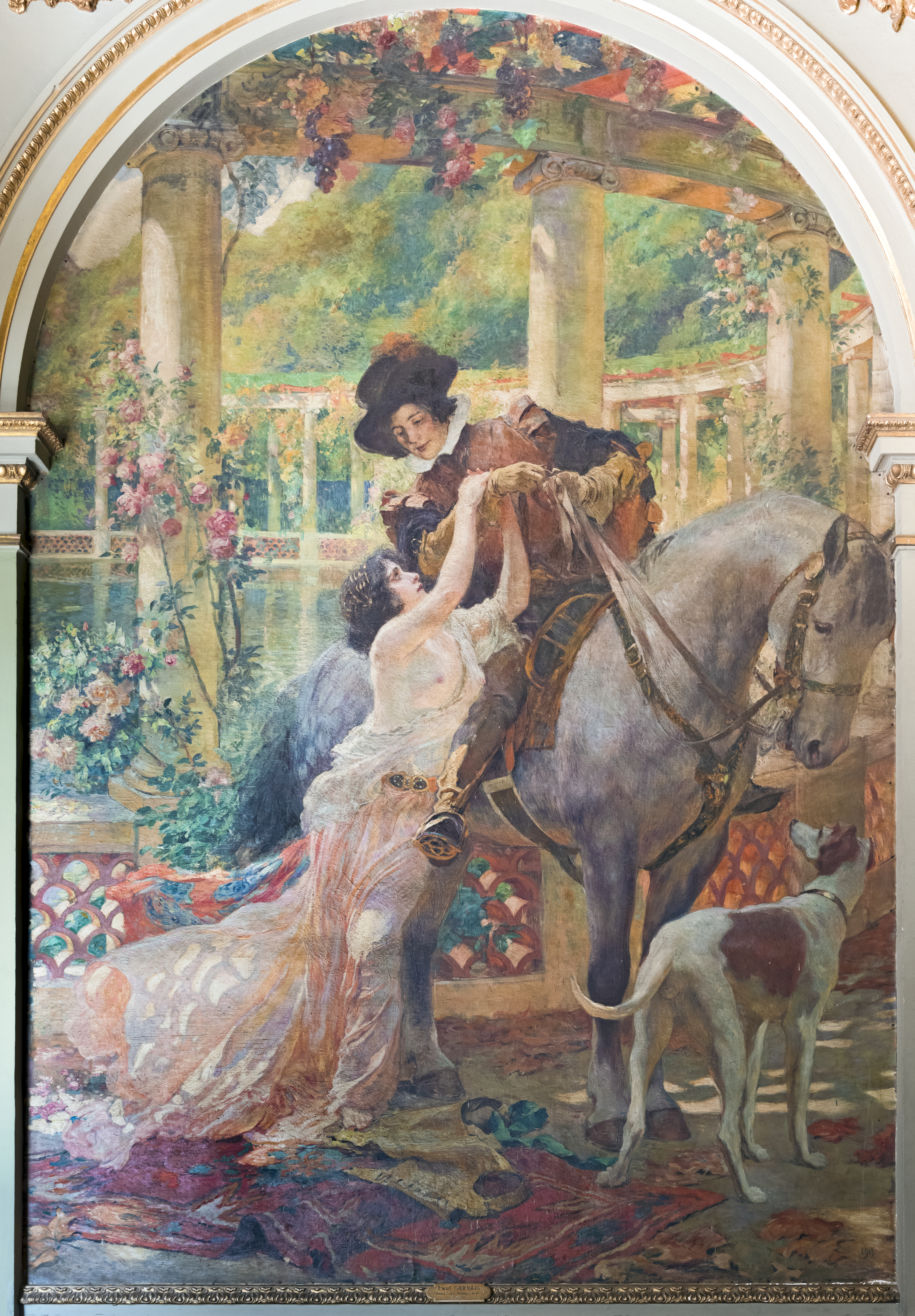
الرسم في قاعة جيرفيه.
الرسم في قاعة هنري مارتن.
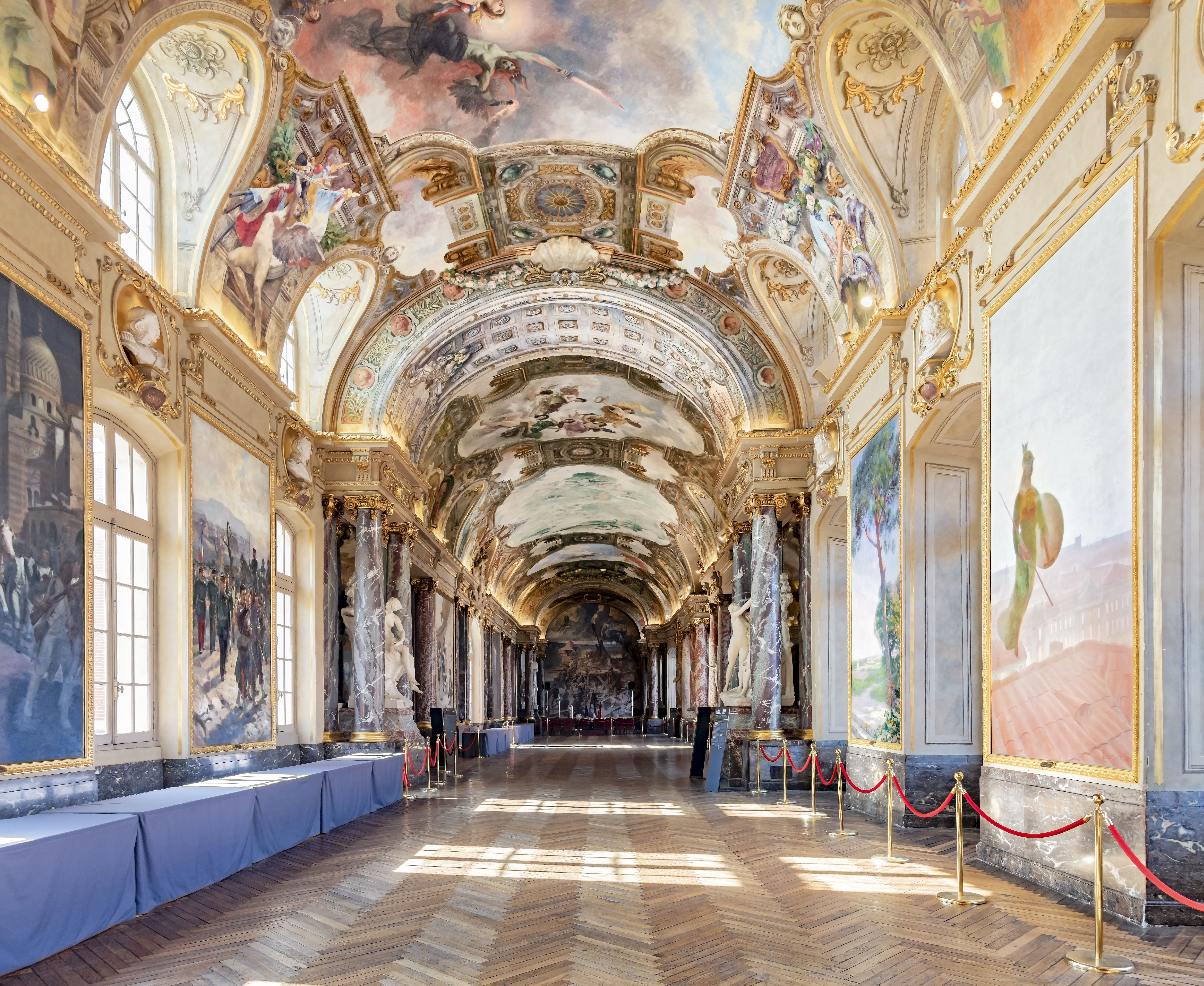
قاعة اللامع.
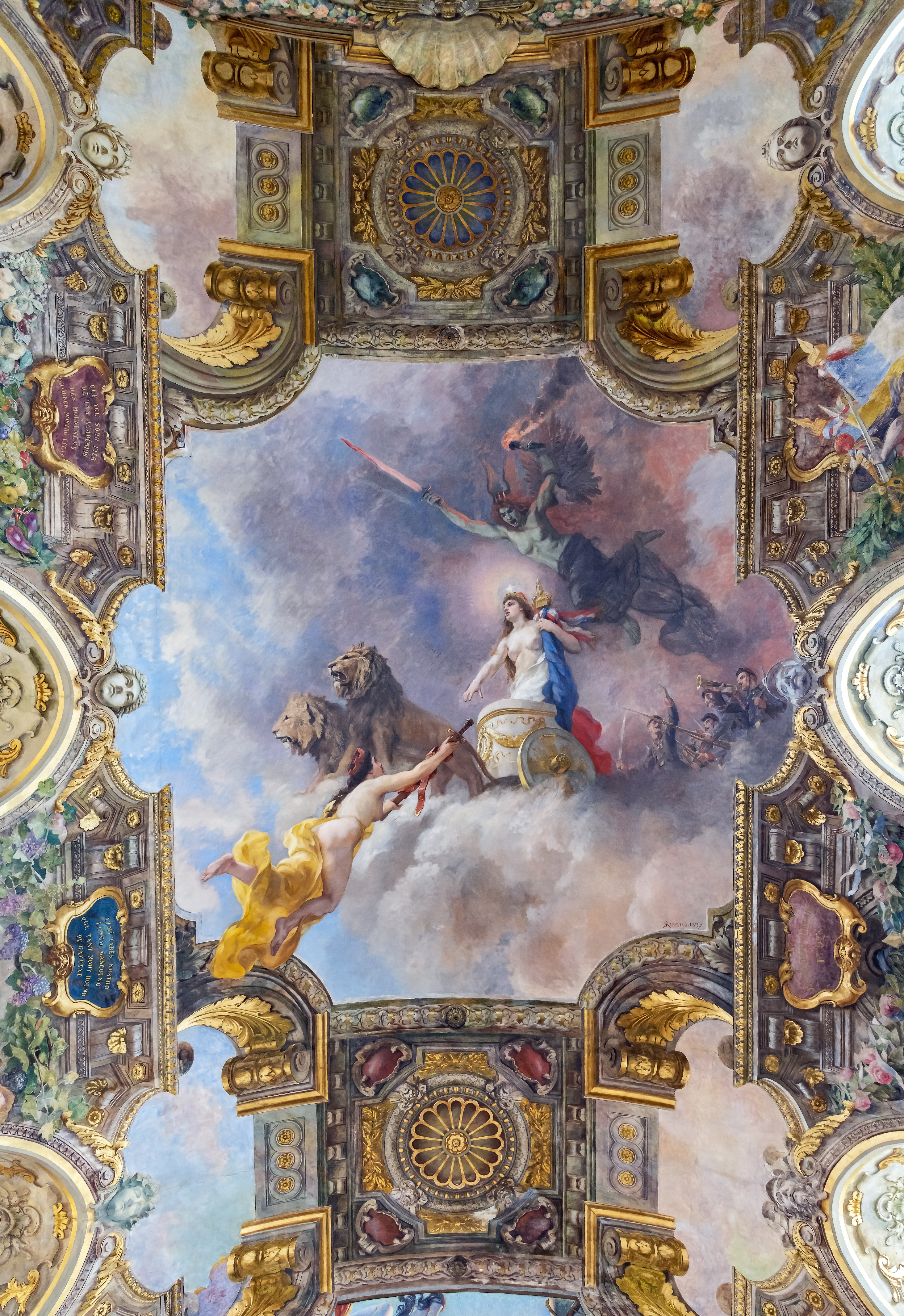
لوحات على سقف قاعة اللامع.
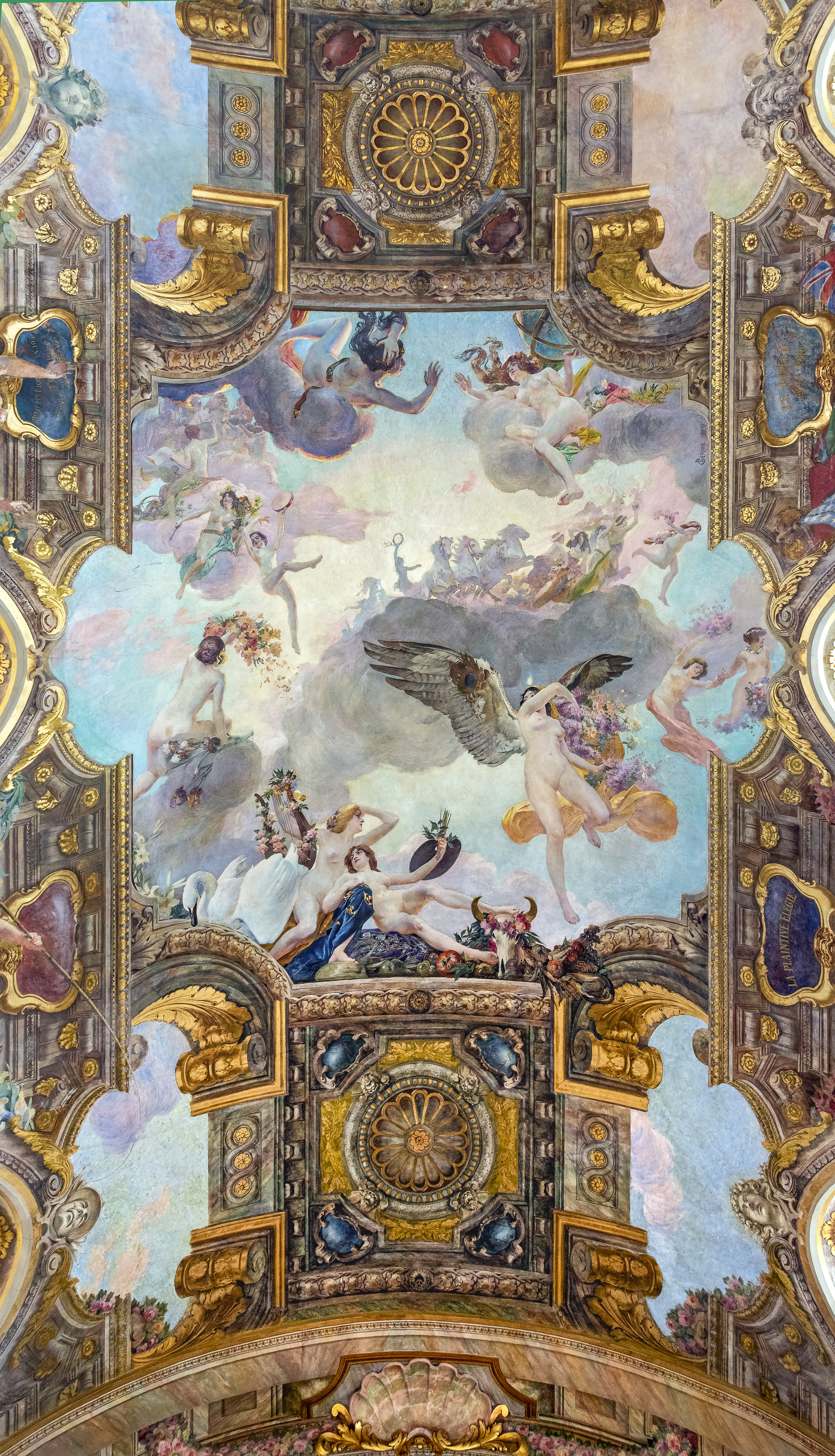
لوحات على سقف قاعة اللامع.
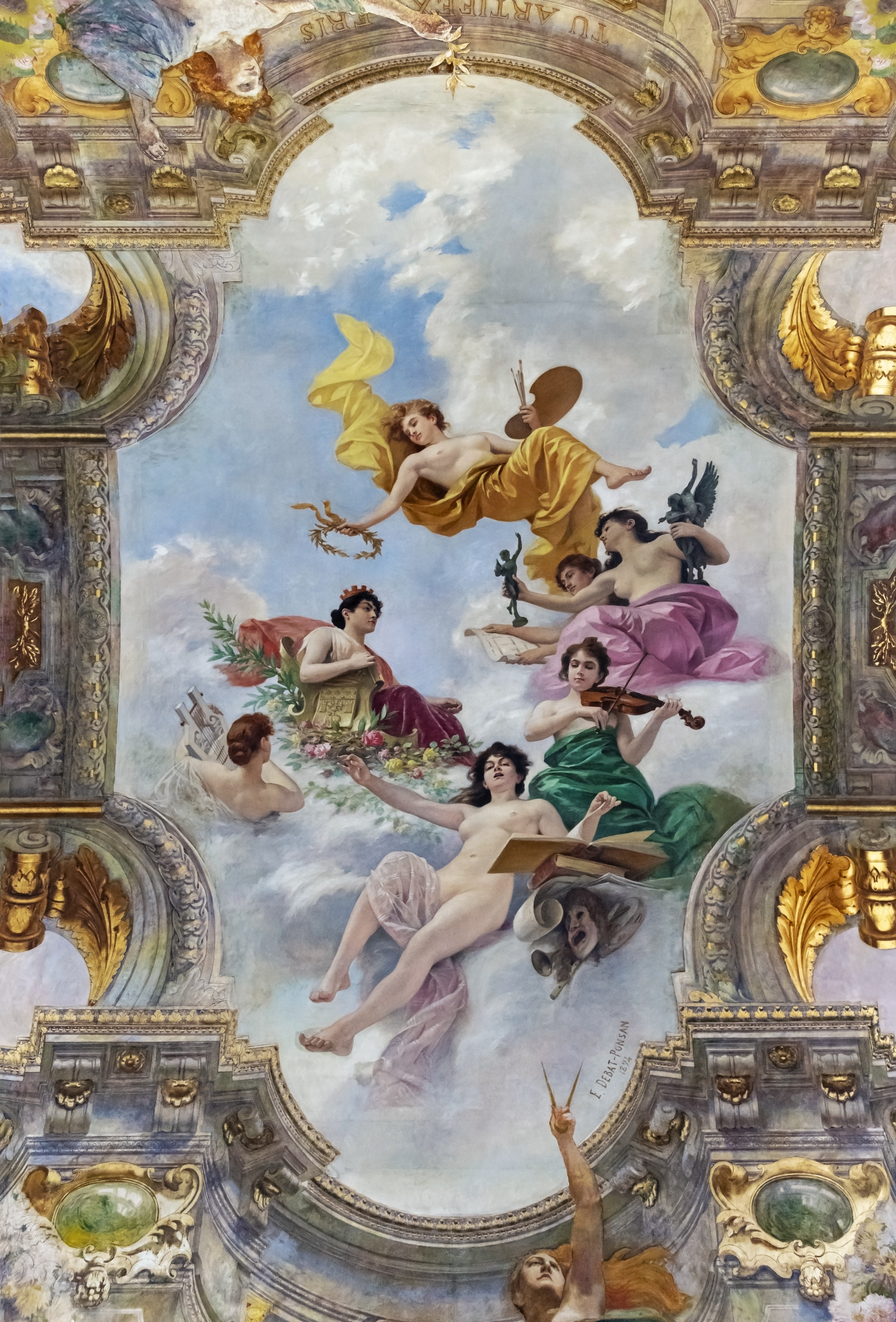
لوحات على سقف قاعة اللامع.
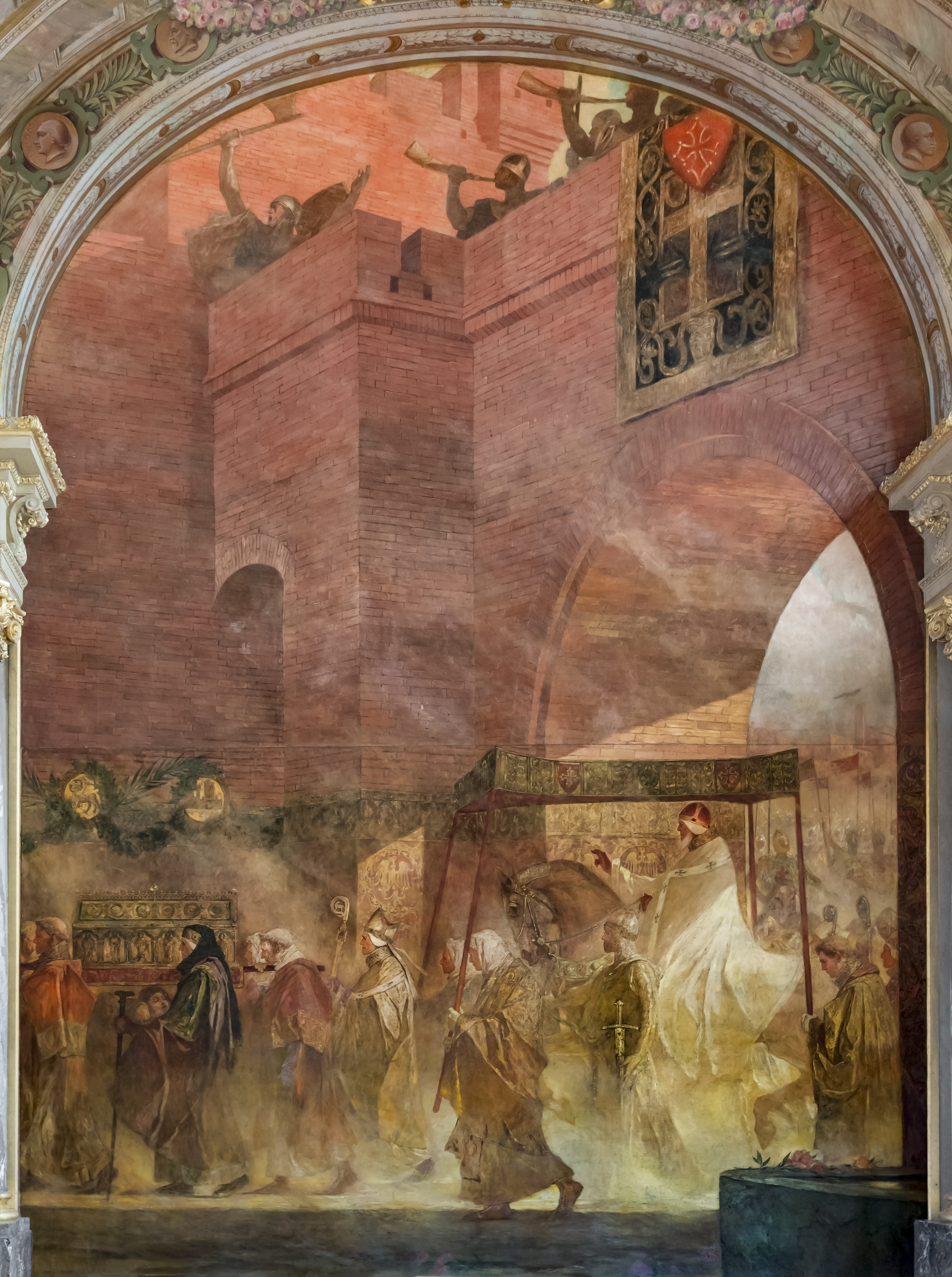
لوحة على جدار في قاعة اللامع، تمثل ريمون الرابع ترحيبًا بالبابا في عام 1096.
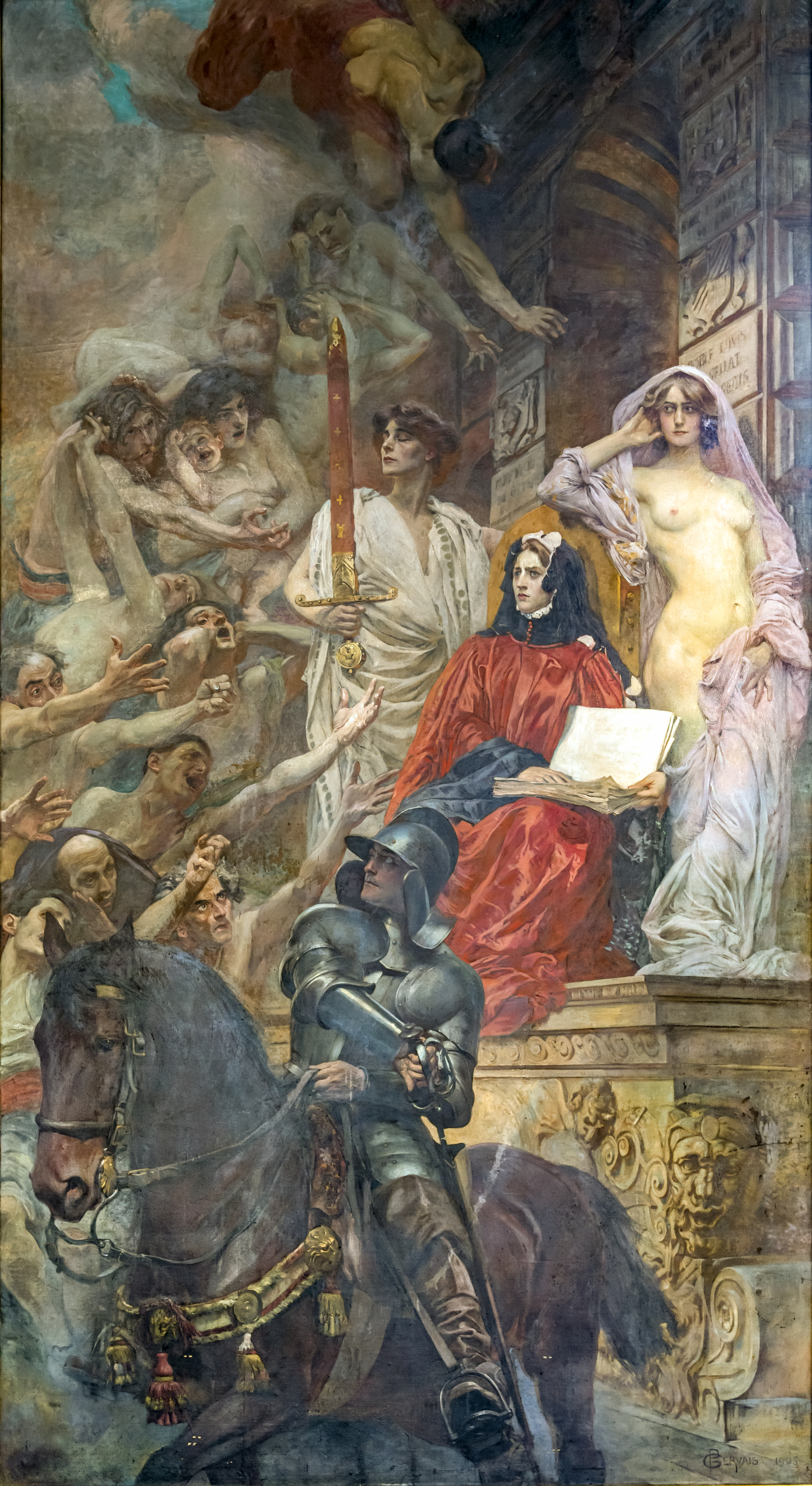
الرسم على الحائط في قاعة اللامع، دورا ليكس ، سيدي ليكس.
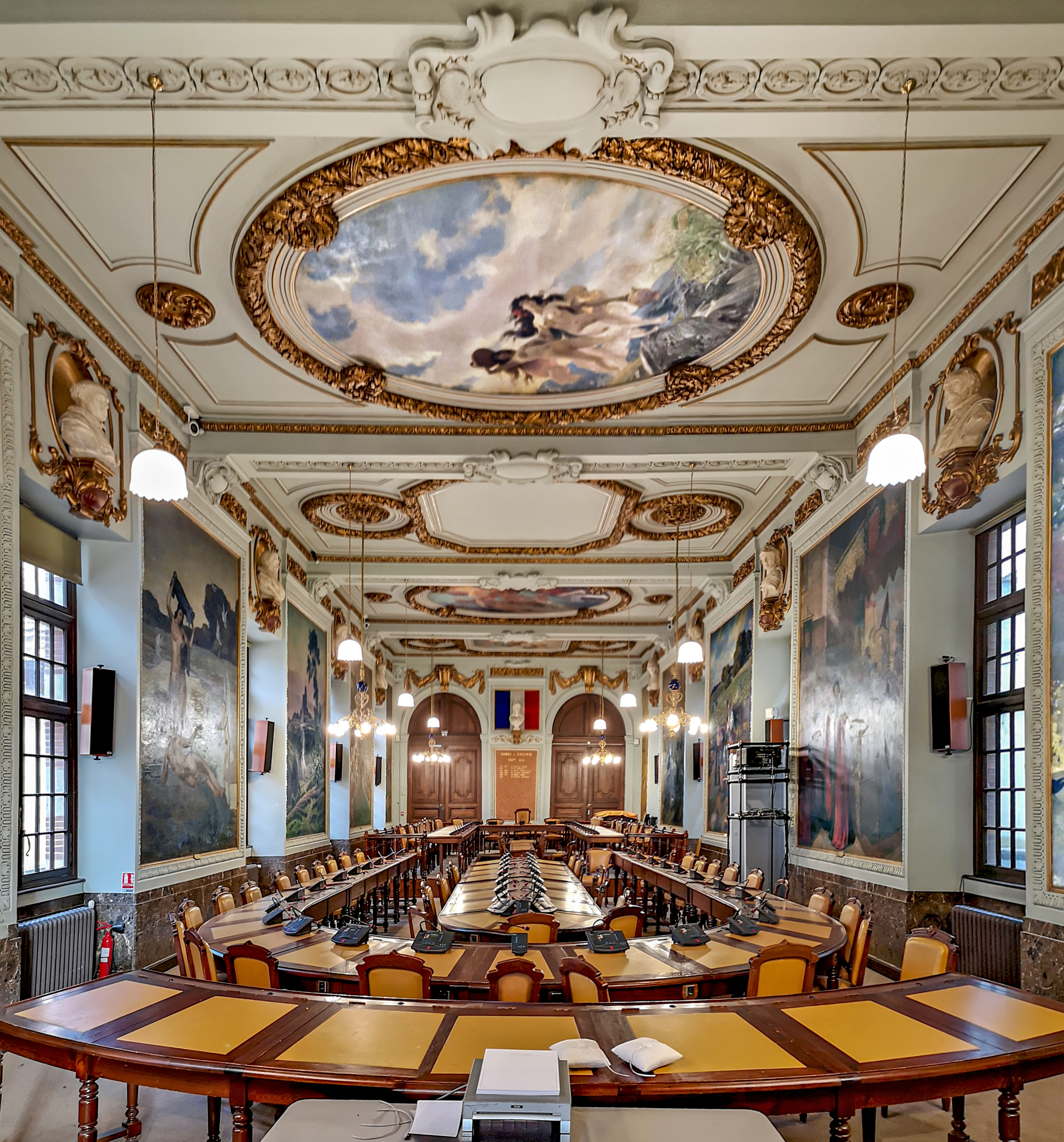
قاعة المجلس.
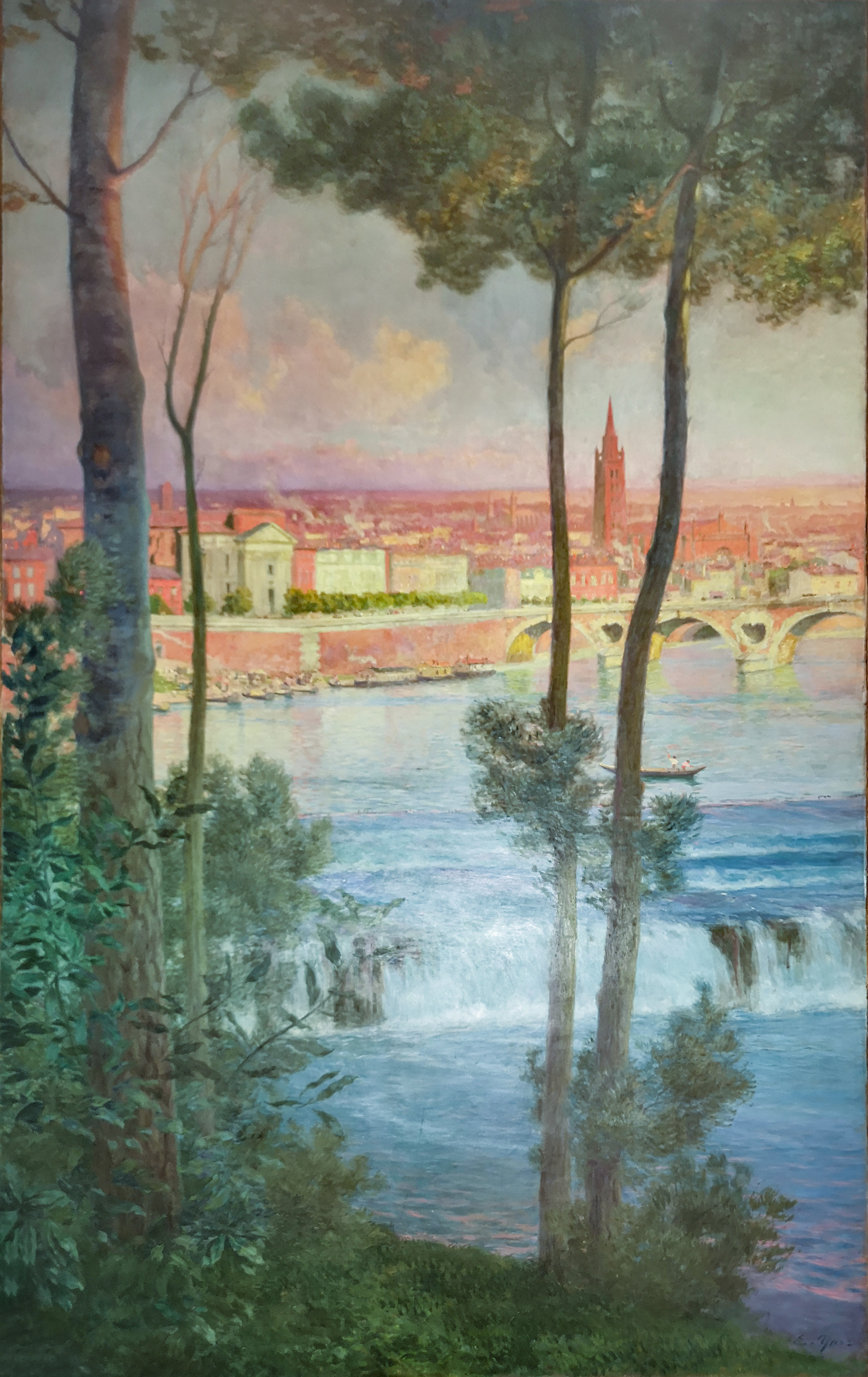
لوحة تولوز في قاعة المجلس.
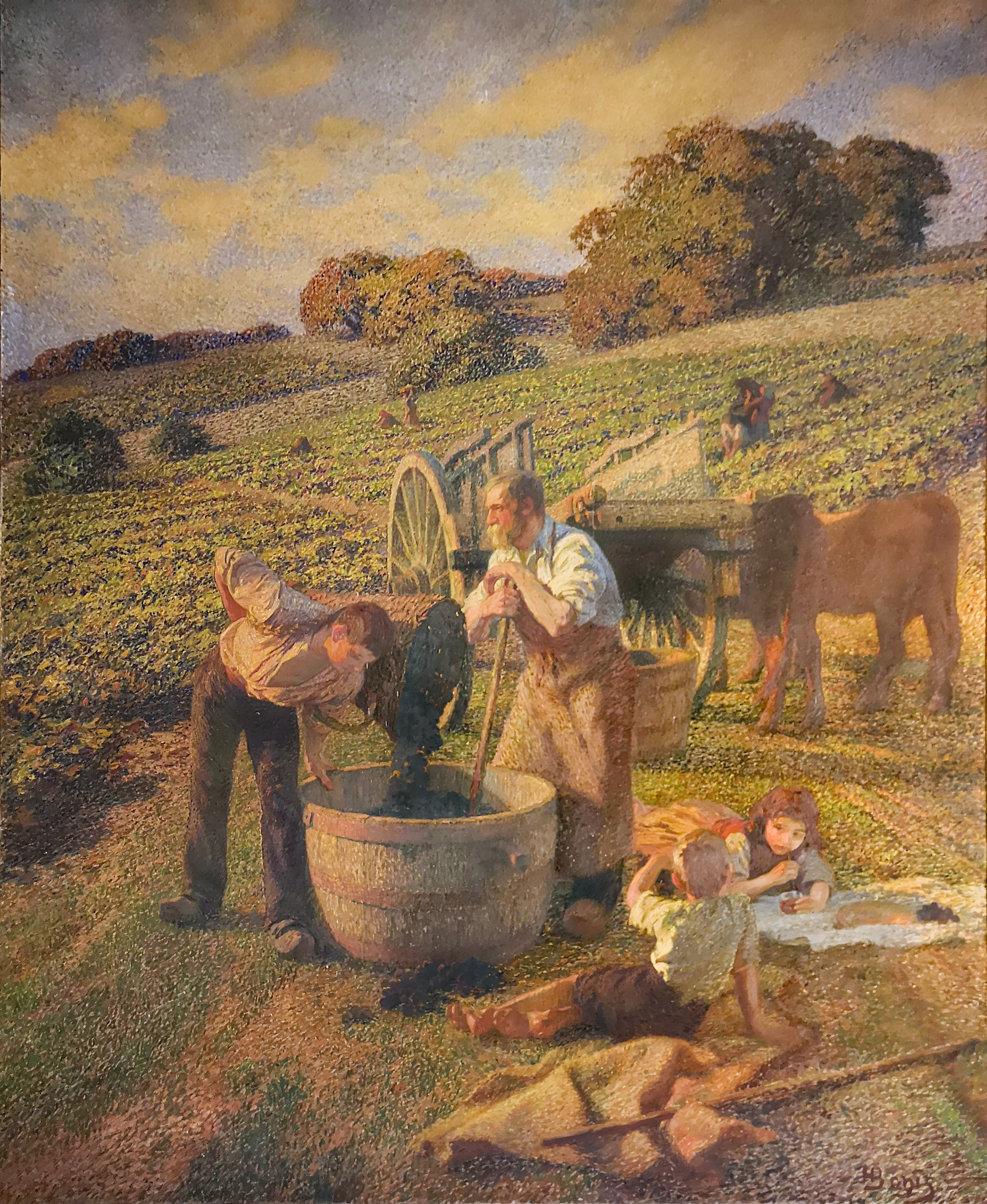
دهان قطاف العنب في قاعة المجلس.